# Radio Hitwelle
Radio Hitwelle war ein Lokalsender aus Erding. Der Musiksender orientierte sich an dem Format Adult Contemporary (AC).

## Geschichte
Die Hitwelle wurde durch Christian Brenner gegründet und ging zunächst im Zuge eines Betriebsversuchs mit einer Testlizenz im Februar 1999 unter dem Namen „Hitwelle Isental“ in dem kleinen Ort Isen im Kabelnetz mit 800 angeschlossenen Haushalten auf Sendung. Am 14. Oktober 1999 wurde die Versuchslizenz im Zuge des Kabelpilotprojekts von der Bayerischen Landeszentrale für neue Medien (BLM) bis zum 31. Dezember 2000 verlängert. Am 8. Februar 2001 erhielt die Hitwelle im Rahmen eines Kabelpilotprojekts dann die Lizenz für die weiteren Kabelverbreitungsgebiete Dorfen und Markt-Schwaben. Der Versuch sollte Aufschluss darüber geben, ob es möglich ist, ein Kabelprogramm wirtschaftlich zu betreiben.
Die BLM kam nach Beendigung des Kabelpilotprojekts zu dem Ergebnis, dass ein wirtschaftlicher Betrieb gegeben ist und hat der Hitwelle am 7. Februar 2002 die UKW-Frequenz Erding 87,9 MHz mit einer Reichweite von 44.000 Einwohnern am Standort Erding im Zuge eines Hörfunk-Pilotprojekts zunächst für die Dauer von 2 Jahren zugewiesen und die Versuchslizenz entsprechend verlängert. Am 9. Oktober 2003 hat der Medienrat der BLM in seiner Sitzung beschlossen, das Pilotprojekt für weitere 2 Jahre zu verlängern, um zu erproben, ob sich ein Hörfunkprogramm in der Region Erding wirtschaftlich entwickeln kann und wie sich dieses auf bestehende Hörfunkprogramme auswirkt.
Ab dem 1. März 2002 war Radio Hitwelle auch terrestrisch über die UKW-Frequenz 87,9 MHz in Erding zu empfangen. Das damalige Sendegebiet umfasste den Landkreis Erding („Hitwelle Erding“) und seit Dezember 2005 auch die Stadt Freising, für die ein eigenständiges Regionalprogramm („Hitwelle Freising“) produziert wird. Ab 2007 war die Hitwelle auch über den Füllsender Moosinning Frequenz 99,4 MHz zu empfangen, deren Reichweite bis in den Münchner Osten reicht. Der Sendernetzbetrieb der Frequenz 99,4 MHz am Standort Moosinning mit einer Sendeleistung von 500 Watt wird durch die SmartCast GmbH durchgeführt, die ebenfalls durch Christian Brenner gegründet wurde und durch Ausgliederung der Satelli-Line GmbH entstanden ist. Die Satelli-Line GmbH ist Hauptgesellschafterin der Hitwelle. Im April 2009 wurde das Verbreitungsgebiet Ebersberg Frequenz 93,0 MHz durch die BLM lizenziert. Diese Frequenz war ursprünglich Radio Arabella in München gewidmet, wurde aber durch Radio Arabella nicht genutzt und ist nun in der Medienratssitzung der BLM am 3. April 2009 der Hitwelle zugewiesen worden. Wie bereits in Erding und Freising wurden lokale Inhalte der Region Ebersberg (lokalisierung des Programms) unter dem Namen „Hitwelle Ebersberg“ gesendet. Es handelte sich hierbei um eine sublokale Verbreitung, bei der die Hitwelle Erding als Mantelprogramm genutzt wird. Die Reichweite erhöhte sich mit dem Verbreitungsgebiet Ebersberg von bisher 166.000 auf 209.000 Personen.
Vom 21. Januar 2011 bis 30. September 2017 sendete die Rock Antenne als Lokalableger von Antenne Bayern ihr Radioprogramm über die ehemaligen Frequenzen der Hitwelle. Zu 50 % blieb der Sender jedoch im Besitz von Christian Brenner.
Das Programm von Radio Hitwelle hatte ursprünglich seinen musikalischen Schwerpunkt in den Genres Oldie-Based AC und aktuellen Charts. Das Programm der Rockantenne besteht jedoch nach eigenen Angaben zu 100 % aus Rockmusik. Das Nachrichtenangebot umfasste Lokalnachrichten und Veranstaltungshinweise und war für die ländlich strukturierte Gegend Erding und Freising konzipiert.
Die Frequenzen wurden am 1. Oktober 2017 von Radio TOP FM aus Fürstenfeldbruck übernommen.

## Ehemaliger Empfang
| Erding     | 87,9 MHz | Regionalprogramm Erding                                    |
| Isen       | 88,8 MHz | Regionalprogramm Erding                                    |
| Freising   | 95,0 MHz | Regionalprogramm Freising                                  |
| Moosinning | 99,4 MHz | Regionalprogramm Erding                                    |
| Ebersberg  | 93,0 MHz | wurde am 3. April 2009 lizenziert (Sublokal für Ebersberg) |